# Un grandissimo compleanno, Charlie Brown!
Un grandissimo compleanno, Charlie Brown! (It Was My Best Birthday Ever, Charlie Brown!) è un mediometraggio d'animazione direct-to-video diretto da Bill Melendez. È il trentottesimo speciale basato sui Peanuts di Charles M. Schulz. 
Il film, distribuito negli Stati Uniti da Paramount Home Entertainment il 5 agosto 1997, è il primo della serie a essere stato prodotto in esclusiva per l'home video.

## Trama
Linus sta organizzando la sua festa di compleanno. Mentre pattina per il parco ascolta un canto melodioso, che scopre essere di una bambina di nome Mimì, con cui fa amicizia e per la quale si prende una cotta. Linus invita la sua nuova amica al suo compleanno e lei accetta. Tuttavia, il giorno della festa Mimì tarda ad arrivare. Quando Lucy e Sally servono la torta mentre gli altri bambini cantano Tanti auguri a te, Linus tenta di fermarli, ma in quel momento Mimì fa la sua comparsa a bordo di un'auto d'epoca finendo la canzone. Prima di andarsene la bambina dà a Linus un fiore e un bacio, che per la gioia si mette a ballare con i suoi amici. Nel finale, Linus parla con Charlie Brown chiedendosi se rivedrà più Mimì e Woodstock fischietta lo stesso motivo cantato dalla bambina.

## Produzione
Un grandissimo compleanno, Charlie Brown! è stato, insieme a Charlie Brown e il pifferaio magico, uno degli ultimi speciali dei Peanuts a essere realizzati mentre Charles M. Schulz era ancora in vita. È il primo della serie a essere animato utilizzando inchiostro e pittura digitali, mentre gli sfondi sono dipinti a mano come di consueto. L'aria cantata da Mimì O mio babbino caro, dall'opera Gianni Schicchi di Giacomo Puccini, è stata utilizzata in diversi altri film della serie.

## Distribuzione

### Edizione italiana
In Italia, il film è stato distribuito in VHS da Paramount Home Entertainment il 6 dicembre 2000. Il doppiaggio, realizzato dalla S.E.D.E. di Milano, è stato diretto da Rossana Bassani su dialoghi di Paola D'Accardi. 

### Doppiaggio
| Personaggio    | Doppiatore originale | Doppiatore italiano |
| -------------- | -------------------- | ------------------- |
| Charlie Brown  | Liam Martin          | Irene Scalzo        |
| Snoopy         | Bill Melendez        | Bill Melendez       |
| Woodstock      | Bill Melendez        | Bill Melendez       |
| Linus Van Pelt | Anthony Burch        | Federica Valenti    |
| Lucy Van Pelt  | Jamie Cronin         | Alessandra Karpoff  |
| Mimì           | Jamie Cronin         | Lara Parmiani       |
| Sally Brown    | Danielle Keaton      | Daniela Fava        |
| Pig Pen        | Brandon Taylor       | Cinzia Massironi    |